# S-Objekt
Ein S-Objekt ist im mathematischen Teilgebiet der Kategorientheorie eine Folge an Objekten mit Gruppenwirkungen der symmetrischen Gruppen auf ihnen. Verwendet werden S-Objekte insbesondere in der Algebraischen Topologie, etwa bei der Definition des symmetrischen Produktes, das Homotopie- und Homologiegruppen verbindet.

## Definition
Ein S-Objekt in einer Kategorie {\displaystyle {\mathcal {C}}} ist eine Folge an Objekten {\displaystyle (X_{n})_{n\in \mathbb {N} }\subset \operatorname {Ob} {\mathcal {C}}} mit jeweils einer Gruppenwirkung der symmetrischen Gruppe {\displaystyle \operatorname {Sym} _{n}} auf  {\displaystyle X_{n}}. Diese lässt sich auf zwei verschiedene Arten angeben. Eine Art ist als (kovarianter) Funktor {\displaystyle \mathbf {B} \operatorname {Sym} _{n}\rightarrow {\mathcal {C}},*\mapsto X_{n}}, wobei {\displaystyle \mathbf {B} \operatorname {Sym} _{n}} die Kategorie mit nur einem Objekt ist, das man üblicherweise mit {\displaystyle *} bezeichnet, und den Morphismen {\displaystyle \operatorname {Aur} _{\mathbf {B} \operatorname {Sym} _{n}}(*)=\operatorname {Hom} _{\mathbf {B} \operatorname {Sym} _{n}}(*,*)\cong \operatorname {Sym} _{n}}. Eine andere Art ist als Gruppenhomomorphismus {\displaystyle \operatorname {Sym} _{n}\rightarrow \operatorname {Aut} (X_{n})}.
Alternativ kann ein S-Objekt in einer Kategorie {\displaystyle {\mathcal {C}}} mit der Permutationskategorie {\displaystyle \mathbf {Sym} } auch kurz als (kovarianter) Funktor {\displaystyle \mathbf {Sym} \rightarrow {\mathcal {C}}} definiert werden.

## Beispiele
Ein einfaches Beispiel für ein S-Objekt in der Kategorie der topologischen Räume {\displaystyle \mathbf {Top} } lässt sich aus einem einzelnen topologischen Raum {\displaystyle X} konstruieren, indem {\displaystyle X_{n}=X^{n}} einfach jeweils Produkte sind. Nun wirkt die symmetrische Gruppe {\displaystyle \operatorname {Sym} _{n}} kanonisch auf diesen durch Permutation der Einträge. Über die Quotiententopologie und Limestopologie lässt sich mittels
{\displaystyle \operatorname {SP} _{n}(X):=X^{n}/\operatorname {Sym} _{n}}
{\displaystyle \operatorname {SP} (X):=\lim _{n\rightarrow \infty }\operatorname {SP} _{n}(X)}
das symmetrische Produkt definieren. Nach dem Satz von Dold-Thom sind dessen Homotopiegruppen genau die reduzierten singulären Homologiegruppen des topologischen Raumes:
{\displaystyle {\widetilde {H}}_{n}(X,\mathbb {Z} )=\pi _{n}\operatorname {SP} (X).}